# Club Atlético San Miguel
El Club Atlético San Miguel es un club cuya actividad de mayor referencia es el fútbol. Fue fundado el 7 de agosto de 1922. Tiene su sede social en el Partido de San Miguel. Actualmente milita en la Primera Nacional (segunda división de fútbol argentino).
El equipo de fútbol femenino, por su parte, disputa el campeonato de Primera B de AFA (Segunda División).
Además del fútbol profesional tiene otras actividades como: fútbol infantil y juvenil, fútbol femenino, tenis, hockey, vóley, básquet, futsal, natación, boxeo, kick boxing, karate, taekwondo, aikido, patín y otras más.
También cuenta con un instituto académico, con los tres niveles básicos de educación (Jardín de Infantes, Escuela Primaria y Secundaria)
Su estadio lleva el nombre de Malvinas Argentinas y tiene una capacidad de 7176 espectadores.
El 4 de agosto de 2022 se anunció el levantamiento de la quiebra del club, la cual se había originado hacía 16 años. En los próximos meses se espera el llamado a elecciones para elegir las nuevas autoridades. El CASM había entrado en quiebra en 2006, pero no se disolvió,  entonces fue juzgado e intervenido por la jueza Gladys Saldúa que designó como responsable del club a Carlos Antonio Gallo y del área futbolística a Juan Carlos Bravo.

## Historia

### Primeros pasos (1922-1936)

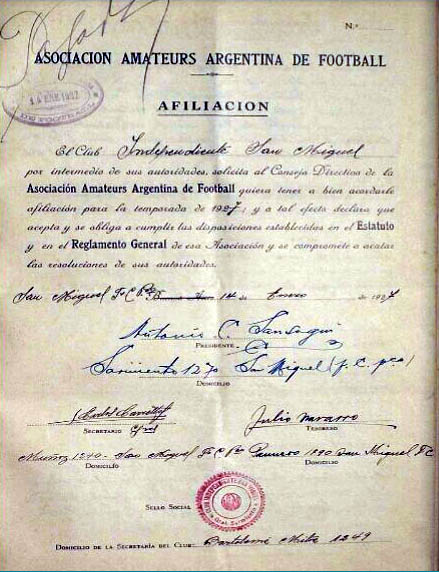
Afiliación a la Asociación Amateurs Argentina de Football (actual AFA) de San Miguel en 1927, primera hoja del libro.

Fue fundado el 7 de agosto de 1922 con la denominación Club Independiente San Miguel. Inicialmente utilizó una camiseta azul y blanca, pero luego se cambiaron a los colores actuales: camiseta verde y blanca, pantalón azul y medias negras con ribetes verdes.

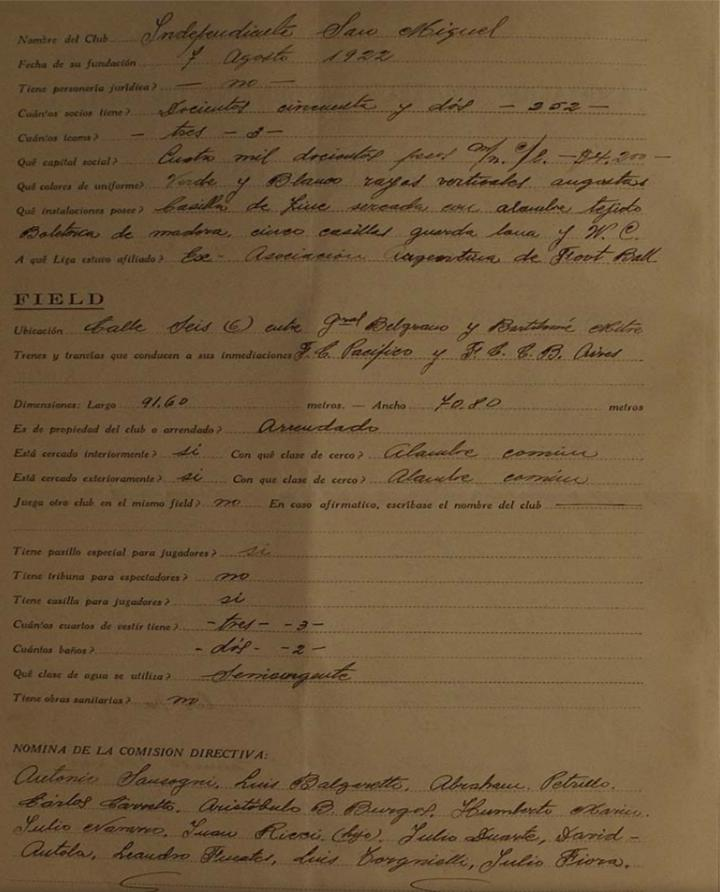
Planilla de afiliación de San Miguel a la AAmAF en 1927.

En 1926 gana su primer título oficial de la AAF, la Copa de Competencia de Segunda División, correspondiente al tercer nivel de AFA ya que solo competían los clubes de esa categoría. La primera final fue empate 1-1 y la segunda ganó Independiente San Miguel por 4-1 a Florida. En 1927 se produce la penúltima fusión de asociaciones y todos los equipos debieron reinscribirse (imagen de 1927) para esta nueva entidad, esto produjo que se reordenaran las categorías y San Miguel pasara a competir en una divisional más abajo.
En 1929 se fusiona con el Club Germinal de Villa Lynch, y pasa a denominarse Germinal de San Miguel. Gracias a esta fusión, el equipo pasa a competir en División Intermedia, retornando a la tercera categoría. Bajo esta fusión compitió hasta 1931, cuando se disuelve la fusión y pasa a denominarse Club Atlético San Miguel. Cinco años después adquirió la propiedad donde actualmente se encuentra la sede social.
En 1933 ocurre una gran reestructuración del fútbol argentino, que trajo consigo la eliminación de la Primera División B y de la División Intermedia, y son reemplazadas por la Segunda División, que retorna a la segunda categoría y a donde San Miguel es promovido por primera vez. Su debut fue en el Grupo A de Segunda División 1933 y finalizó en la tercera ubicación, con algunas chances de pelear por el ascenso a Primera División. Permaneció en Segunda División solo dos temporadas debido a que a fines de 1934 se unificaron las dos asociaciones de fútbol, y como había muchos equipos entre las dos Primeras Divisiones se reubicaron a los equipos de ascenso una categoría más abajo. En el torneo de Segunda División 1934 finalizó en el cuarto puesto del Grupo A, a seis puntos de Bella Vista, ganador de la zona, y cinco unidades de Liniers, el segundo.
Segunda División 1934 - Zona A
| Pos. | Equipo                       | Pts. | PJ | PG | PE | PP | GF | GC | Dif. |
| ---- | ---------------------------- | ---- | -- | -- | -- | -- | -- | -- | ---- |
| 1.º  | Bella Vista                  | 30   | 18 | 13 | 4  | 1  | 26 | 15 | 11   |
| 2.º  | Liniers                      | 29   | 18 | 14 | 1  | 3  | 27 | 14 | 13   |
| 3.º  | 25 de Mayo                   | 24   | 18 | 11 | 2  | 5  | 19 | 10 | 9    |
| 4.º  | San Miguel                   | 24   | 18 | 11 | 2  | 5  | 26 | 20 | 6    |
| 5.º  | Florida                      | 20   | 18 | 9  | 2  | 7  | 15 | 13 | 2    |
| 6.º  | Central Argentino            | 14   | 18 | 6  | 2  | 10 | 21 | 14 | 7    |
| 7.º  | Olivos                       | 14   | 18 | 6  | 2  | 10 | 12 | 19 | −7   |
| 8.º  | Boulogne                     | 12   | 18 | 5  | 2  | 11 | 16 | 28 | −12  |
| 9.º  | La Paternal                  | 10   | 18 | 3  | 4  | 11 | 15 | 24 | −9   |
| 10.º | Defensores de Santos Lugares | 3    | 18 | 1  | 1  | 16 | 8  | 28 | −20  |

|  | Accedió a la final por el ascenso. Pasó a la Tercera División de la AFA. |
|  | Pasaron a la Tercera División de la AFA.                                 |
|  | Fueron desafiliados.                                                     |

En 1935 y 1936 participó de la Tercera División pero luego estuvo más de 40 años desafiliado por decisión propia.

### Primer equipo de San Miguel (1977)
En la primavera de 1977, comenzaba el movimiento de hombres en el club San Miguel, sobre la posibilidad de tener fútbol para la próxima temporada, las idas y venidas a la A.F.A. eran continuas, hasta que el veredicto del 10 de septiembre de 1977 dijo sí.
Fue armada una Comisión Directiva que designó como DT a José Salvi, se consiguieron jugadores y fue acordada la localía en Juventud Unida. Algunos jugadores eran "el alemán" Alfredo Kempf; “Mono” Gutiérrez; “Divi” Acuña; “Machi” Sosa; “Pajarito” Gómez; “Pulpa” Palacios; “Flaco” Zoncu; “Guacho” Contreras, entre otros. El que promovía las jugadas era "El Nene” Sanfilippo, quien estuvo solamente cuatro meses pero tuvo el honor de marcar el primer gol de la historia de San Miguel.
En ese año se afilió a la Asociación del Fútbol Argentino y en 1978 comenzó a participar del torneo de Primera D.
El día 17 de marzo de 1978 frente a Ituzaingó disputó el primer encuentro, de visitante y ante un estadio colmado. El resultado fue 1 a 1 con gol de José Francisco Sanfilippo. A partir de allí el club fue llamado el “millonario” de la “D”.
En la segunda fecha, llegó el debut en la ciudad de San Miguel frente a Atlas en el estadio de Juventud Unida. Hubo tubulares extra y un lleno total. Era un partido parejo hasta que a los 9´ falló el “Mono” y perdió el Verde por 1 a 0. En la tercera  fecha llegó la goleada a Centro Español 6 a 1 y luego una campaña irregular.
Luego del mundial se fue José Salvi y llegó Oscar Pablo “Coco” Rossi, asesorado por Sanfilippo, que por entonces, también asesoraba a la subcomisión en la construcción del estadio de San Miguel.
Vuelve otra vez el fútbol del ascenso, los triunfos eran muchos más que las derrotas y empates. Se llegó a la clasificación final, el tramo para ascender. Pero tres fechas antes Sacachispas presenta una protesta contra San Miguel por la mala inclusión de jugadores.

### Inauguración del Estadio (1978)
En 1977 había adquirido los terrenos de Los Polvorines, en los que construyó el campo deportivo, llamado Complejo Olímpico del Atlético San Miguel (C.O.C.A.S.M). 
El Estadio fue inaugurado el 3 de septiembre de 1978, con un partido amistoso frente a Deportivo Italiano. San Miguel resulta ganador por penales 5 a 4.
El primer partido oficial en su nueva casa fue en octubre del mismo año (1978). El rival era Central Ballester y el triunfo fue de San Miguel por 4 a 2 (el primer tiempo perdía 0-2). Antes estuvieron en el estadio Maradona, Menotti, Barbas, Simón, Rinaldi, Escudero y Ramón Díaz, los campeones juveniles del ´79 en Japón que jugaron y practicaron con San Miguel.
La revancha con quien le ganó por primera vez a San Miguel (Atlas), fue la mayor goleada de la historia del club: 8 a 1. También fue la despedida del “Nene” Sanfilippo.

### Campeón de Primera D (1979)
El primer ascenso fue en 1979 a Primera C, cuando salió campeón de la última categoría de AFA, el partido se jugó en el Malvinas Argentinas y San Miguel salió Campeón en su segundo año disputando torneos de AFA.

### Campeón de Primera C (1984)
San Miguel se consagra campeón de la Primera C gracias a una gran campaña y de esta manera logra por primera vez en su historia el ascenso a la segunda categoría. 

### Época dorada (1985)
Luego del ascenso a Primera B, en 1984, al año siguiente obtiene el apodo Trueno Verde (idea de los periodistas Juan Carlutti, excelente profesional muy respetado en la zona por sus cualidades personales y su gran nivel cultural, y Gastón Rissiardi) cuando el equipo era dirigido por Rubén Glaría.  Ese equipo estuvo muy cerca de jugar en la máxima categoría, donde fue subcampeón escoltando a Rosario Central y llegó a la semifinal del octogonal por el segundo ascenso. En este campeonato obtuvo importantes victorias por 2 a 1 frente a Racing Club y el campeón Rosario Central. El club terminó tercero en recaudaciones aquel año, por detrás de la "Academia" y el "Canalla", justamente.

### Ascenso a Primera B Nacional (1996/97)
San Miguel consigue el ascenso ganando el reducido de la Primera B frente a Dock Sud por 3 a 1 en el estadio de Platense. La ida se había jugado la semana previa en el Estadio Ciudad de Caseros y con un resultado de 1-1.

### Tiempos difíciles (2000-2013)
A comienzos de la década del 2000, San Miguel a través de malos manejos dirigenciales entra en una profunda crisis económica que le  provocaría dos descensos en apenas dos años (2001 y 2003) y que años más tarde lo llevaría a la intervención de la institución por presentarse un pedido de quiebra. 
Ya en la Primera C, el "Trueno", lejos de volver a la categoría superior, obtiene muy malos resultados que, impensadamente, lo llevan a disputar la promoción por el descenso a la Primera D en dos oportunidades (2005 ante Liniers y 2007 ante Berazategui). En ambos casos mantiene la categoría, aunque en la temporada 2012/13 se vuelve a ver comprometido con los promedios y tocó fondo al descender a la D tras perder un desempate disputado contra Luján.

### Resurgimiento. Ascenso a Primera C (2014)
San Miguel vuelve a un ascenso luego de 17 años ganando el reducido de la Primera D de la mano del entrenador Patricio Hernández. El partido de ida de la final se había jugado el 6 de diciembre en el Estadio de Fénix, con un resultado de 2-0 a favor de Leandro N. Alem. A pesar de esto, el 13 de diciembre de 2014 San Miguel logró la vuelta a la Primera C, venciendo 2-0 a su rival y forzando la definición por penales, la cual ganó 6-5. Así, en el Estadio Malvinas Argentinas, el Trueno Verde ascendió tras haber pasado un año y medio en la última categoría.

### Ascenso a Primera B (2016/17)
El 29 de julio de 2017 San Miguel logra en Zárate el ascenso a la Primera B venciendo a Defensores Unidos por 2 tantos contra 1. Los goles del "Verde" los marcó Martín Batallini, mientras que descontó para el local Gonzalo Ritacco. 

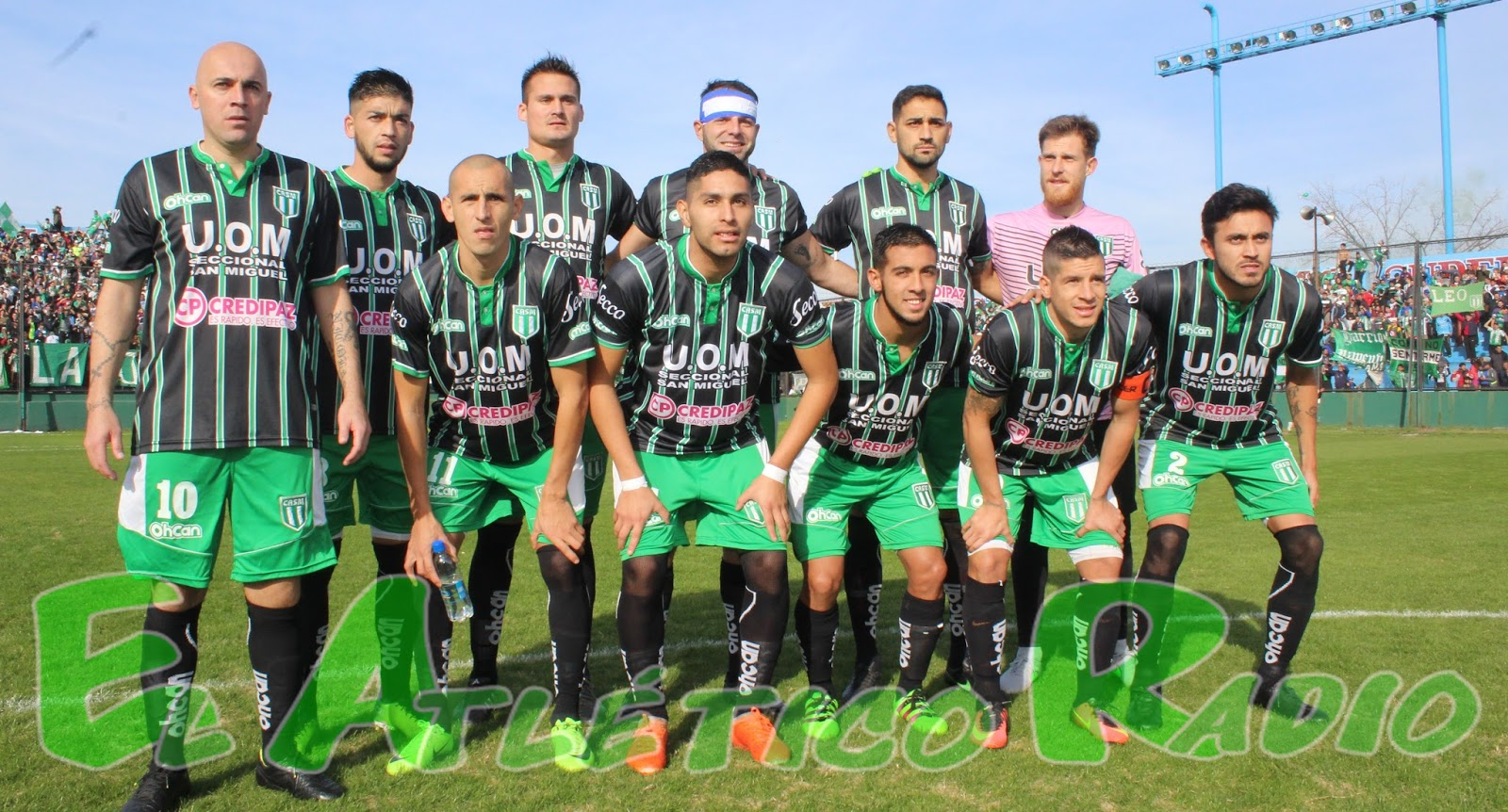
Parados de Izquierda a Derecha: Cristian Ortiz, Matias Peralta, Eduardo Méndez, Lucas Scarnato, César Lamanna y Augusto Vantomme. Inclinados de Izquierda a Derecha: Daniel Sosa, Jonathan Toledo, Milton Ramos, Iván Ramírez (C) e Isaías Olariaga.

San Miguel volvió a la tercera categoría después de 14 años. Finalizó la etapa regular en la sexta posición con 57 puntos, producto de 14 triunfos, 15 empates y 9 derrotas.
En el reducido eliminó en cuartos de final a Argentino de Quilmes en un único partido como visitante el cual ganó 3-2. Luego en semifinales el rival sería Ferrocarril Midland, con un 4-2 en el global a favor del "Trueno". En la Final se enfrentó al subcampeón Defensores Unidos. El partido de ida se jugó el 22 de julio en un colmado Estadio Julio Humberto Grondona. Miles de hinchas del "Verde" debieron viajar más de 60 km para presenciar el encuentro debido a que el Malvinas Argentinas no contaba con la suficiente capacidad de público ni con las medidas de seguridad correspondientes. Empataron en 0 y fue un partido recordado por la grave lesión del marcador central Isaías Olariaga. La vuelta se jugó en Zárate una semana más tarde y a pesar de no contar con varios jugadores fundamentales por suspensiones y lesiones, San Miguel venció al CADU por 2 a 1 y logró el ascenso fuera de casa.

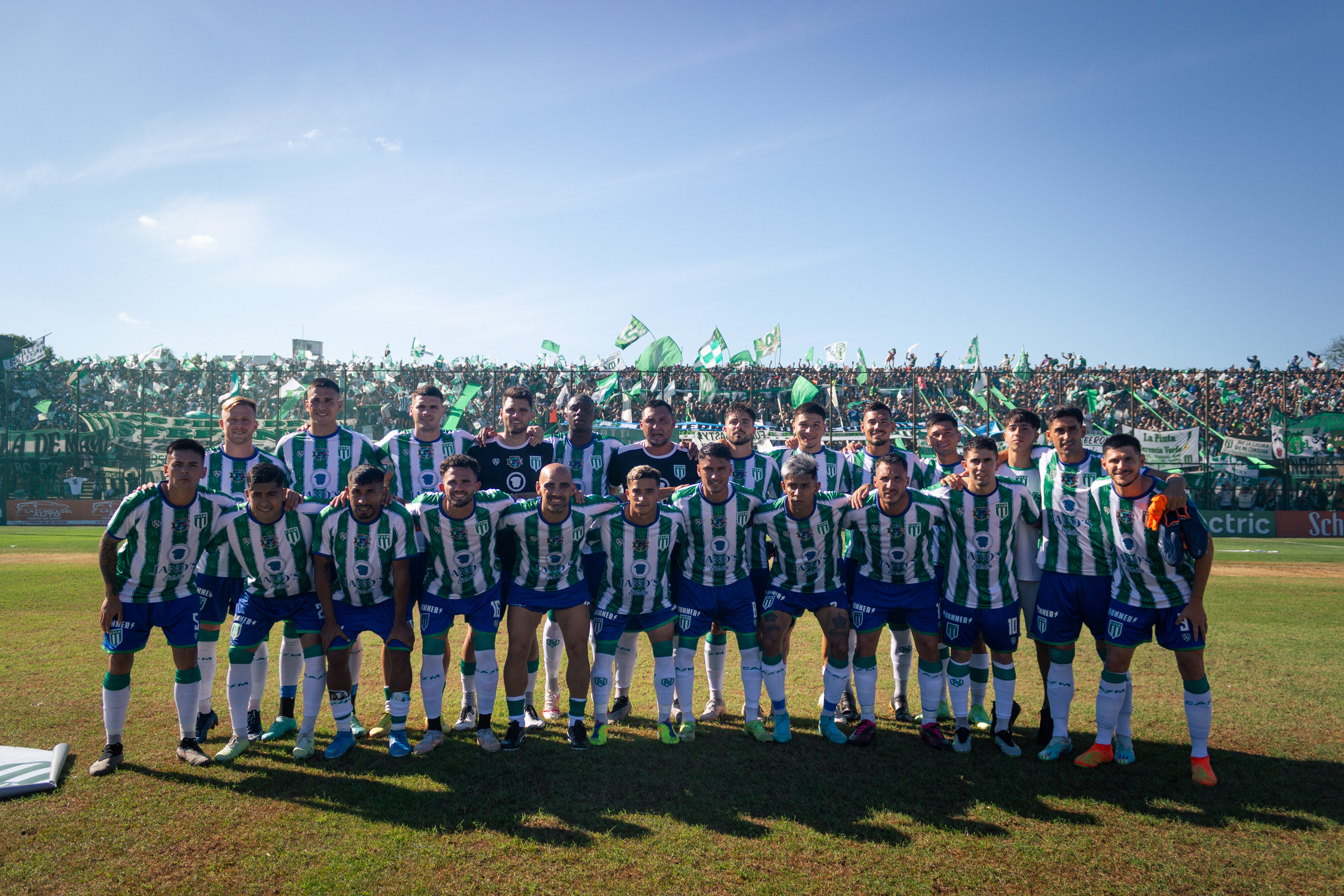
Formación del equipo frente a Douglas Haig en la final por el ascenso a Primera Nacional 2023. Parados: Lautaro Díaz Laharque, Gerardo Alegre Rojas, Álvaro López, Dixon Rentería, Joaquín Pucheta, Francisco Manenti, Tomás Luján. Rodrigo Díaz, Matías Benítez, Rodrigo Chao y Jorge Ferrero. Inclinados: Federico Sena, Pablo Ortega, Cristian Chávez, Iván Regules, Nahuel Sica, Matías Samaniego, Matías Rojas, Peter Grance, Ezequiel Melillo y David Muller.

### Ascenso a Primera Nacional (2023)

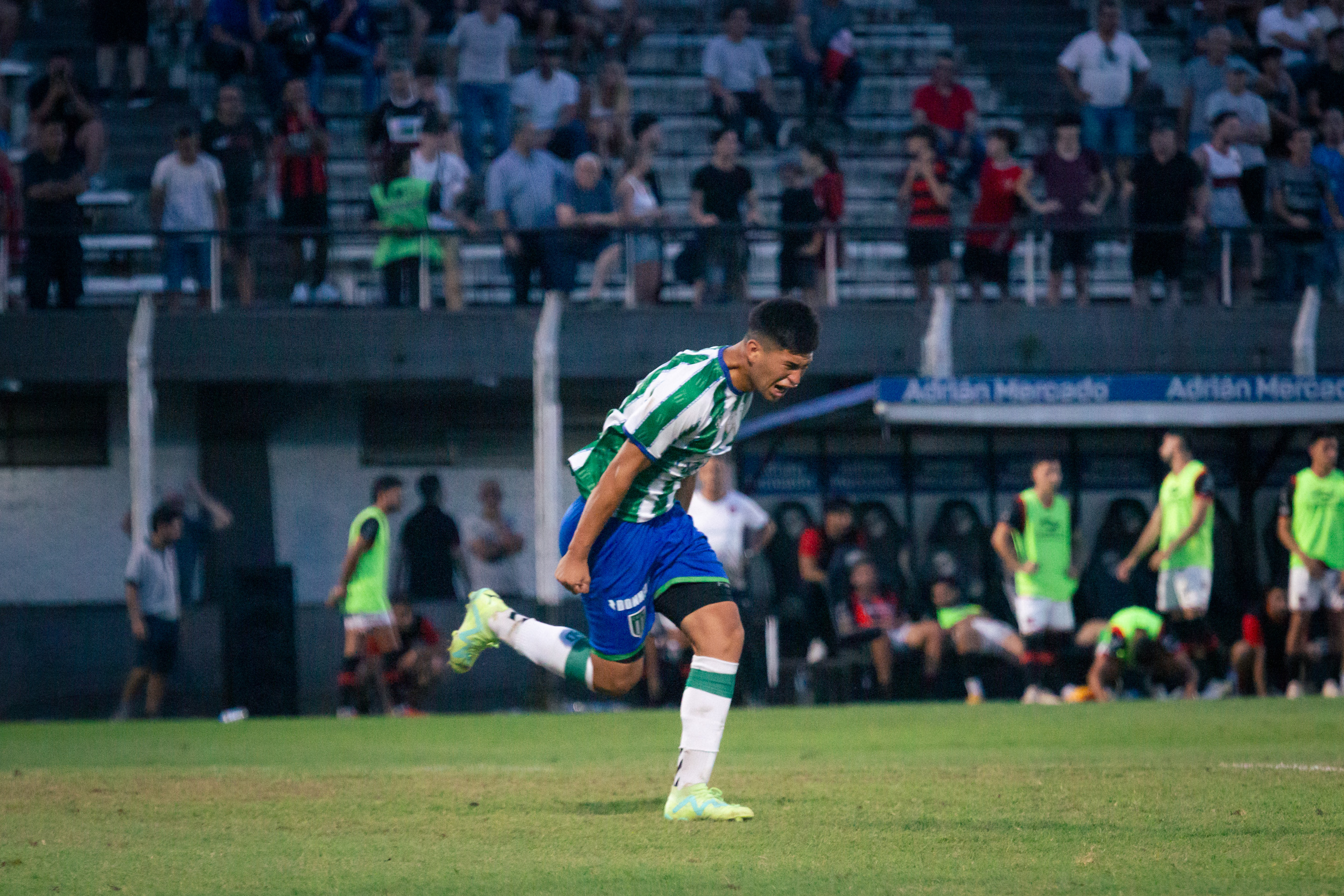
Matías Benítez luego de anotar el penal definitivo para el ascenso a Primera Nacional.

En 12 de diciembre de 2023 obtuvo el reducido por el tercer ascenso a la Primera Nacional luego de igualar sin goles frente a Douglas Haig en el Estadio de Platense, en la definición por penales ganó 6-5. Obtuvo el 1° puesto de la tabla general con un total de 60 puntos sobre 32 partidos jugados. Ganando 17, empatando 9 y solo perdiendo en 6 oportunidades, (obteniendo el Torneo 
Apertura) Eso le da la posibilidad de disputar una final por el ascenso a ida y vuelta contra el campeón del Torneo Clausura (Talleres de Remedios de Escalada). En dicha final, el partido de ida lo igualan sin goles y en la vuelta definiendo de local pierde 0 a 1 y lo obliga a jugar el reducido por el otro ascenso. En cuartos de final enfrenta al Deportivo Armenio, ganando por la mínima en condición de visitante e igualando a cero en la vuelta a casa. En semifinales el rival sería Argentino De Quilmes y el resultado sería 0 a 0 jugando de visita. En la vuelta también igualan pero por 1 a 1 en condición de local, lo que obliga a la definición desde el punto penal, que terminaría ganando por 4-2 en polvorines. En la final enfrentó al segundo del reducido del Torneo Federal A, Douglas Haig, finalmente consagró el ascenso y volverá a la divisional después de 23 años donde se mantuvo desde 1997 hasta 2001.

### Partidos y competiciones internacionales
El primero se disputó el sábado 16 de enero de 2010 y San Miguel le ganó por 5-0 a Atlético Boquense (Uruguay), los goles los anotaron Gabriel Páez, Daniel González, Diego Ludueña, Emmanuel González y Walter Giménez. Fue un encuentro de confraternidad entre el equipo argentino y uruguayo.
Luego tuvo otro partido internacional, donde el Trueno Verde le ganó por 2 a 1 al Deportivo Táchira, equipo venezolano con pasado en Copas Libertadores de América y reconocido por ser el más popular de su país.
El último amistoso internacional que disputó fue el 17 de enero de 2017, en el que venció por 3 a 1 al Zulia FC, por entonces campeón de Venezuela, que se preparaba para disputar su próxima Copa Libertadores. Los goles del Verde los marcaron Jonathan Toledo, Lucas Scarnato y Emmanuel González, mientras que Jefferson Savarino descontó para el conjunto venezolano.

## Estadio Malvinas Argentinas
El Estadio Malvinas Argentinas del Club Atlético San Miguel está ubicado en Los Polvorines, en el Complejo Olímpico de la institución, sobre la calle José León Suárez al 2828. La capacidad original era de 11000 espectadores pero actualmente se reduce a 7176 espectadores y allí juega los partidos como local el Club Atlético San Miguel desde 1978.
El campo de juego es de césped natural y tiene un aspecto olímpico debido a sus terminaciones semicirculares. El rectángulo de juego, por su parte, mide 100 metros de largo por 68 metros de ancho. La antigua cabecera local era la tribuna más grande del estadio pero fue retirada en el 2009, por la prohibición de gradas de madera. La renovada popular lateral de la calle Medrano poseía capacidad para 4320 personas paradas. Antes entraban 1440 y su ampliación en 2019 dio lugar a 2880 nuevos lugares. La reforma estuvo a cargo de la empresa Pretensa. La ex tribuna visitante de la calle José León Suárez, tiene una estructura semicircular de 75 metros de largo y alberga 2250 espectadores parados.
El sector de plateas cuenta con espacio para 464 personas en sus respectivas butacas y otras 14 divididas en las 7 cabinas de transmisión que posee el estadio.
En agosto de 2022 se inauguró la Tribuna Eugenio Traferro, un pequeño sector destinado para la delegación visitante, el cual cuenta con 80 butacas. 
A partir de julio del 2025 se inauguró una nueva tribuna popular donde antes se ubicaba la antigua cabecera de madera; la misma cuenta con 35 escalones de hormigón. La antigua tribuna popular lateral se convirtió en la Platea Benito-Minissale que cuenta con 928 butacas. De este modo, se anuló la tribuna popular que da a la calle José León Suárez.  
Además el Complejo cuenta con un playón de estacionamiento, 2 canchas auxiliares, 3 canchas de césped sintético, 4 canchas de tenis, 1 cancha de hockey, buffet, vestuarios y un gimnasio construido por la agrupación “Peña Tati Berardi”.

## Uniforme
|  | 1922-1984, 1995-2011, 2012-2013, 2016-presente | 1985-1987 | 1987-1995, 2013-2014 | 2011-2012 | 2014 | 2015 | 2016 |

### Uniforme San Miguel 2024
| Titular | Suplente | Alternativo |

### Indumentaria y patrocinador
| Período       | Proveedor       |
| ------------- | --------------- |
| 1980-1984     | Texport         |
| 1985-1990     | Adidas          |
| 1990-1991     | Topper          |
| 1991-1992     | Uhlsport        |
| 1992-1993     | Arcades         |
| 1993-1994     | Taiyo           |
| 1994-1996     | Penalti         |
| 1996-1999     | Taiyo           |
| 1999-2001     | Olan            |
| 2001-2002     | Taiyo           |
| 2002-2003     | Sport 2000      |
| 2003-2004     | EZ              |
| 2004          | Taiyo           |
| 2005          | Dana            |
| 2005          | Kappa           |
| 2006-2007     | Sport 2000      |
| 2007-2018     | Ohcan           |
| 2018-2020     | Il Ossso Sports |
| 2020-2021     | Asport          |
| 2021          | Fanáticos       |
| 2021-presente | Il Ossso Sports |

| Período       | Patrocinador                               |
| ------------- | ------------------------------------------ |
| 1979-1982     | Marullo e Hijos                            |
| 1983-1984     | Ojotas Naona                               |
| 1985-1992     | Línea 57 Atlántida                         |
| 1992-1994     | Escuelas Leicester                         |
| 1994-1996     | Tonio Deportes                             |
| 1996-1997     | Avanzada Seguros                           |
| 1997-2001     | Crédito Los Polvorines                     |
| 2002-2003     | Emilio Bianco                              |
| 2003-2004     | Grupo Biagetti                             |
| 2004-2005     | Bingo Hurlingham/ Shell                    |
| 2005-2006     | Bingo Los Polvorines                       |
| 2006-2008     | UOM San Miguel                             |
| 2008-2010     | UOM San Miguel/Víctor Hogar                |
| 2010-2011     | UOM San Miguel/Cebra                       |
| 2011-2012     | UOM San Miguel/Alemarsa Constructora       |
| 2012-2013     | UOM San Miguel/ Sodimac                    |
| 2013-2015     | Ninguno                                    |
| 2016          | Credipaz                                   |
| 2016-2017     | Credipaz/UOM San Miguel/Electro San Miguel |
| 2017-2018     | Credipaz/Extra Pack/Electro San Miguel     |
| 2018-2019     | Credipaz/Open World                        |
| 2019-2020     | Morita/Cornel                              |
| 2020-2021     | Ninguno                                    |
| 2021-2022     | Morita                                     |
| 2023-presente | Jano's Eventos                             |

## Clásico y rivalidades
En sus inicios en el fútbol amateur, durante la década de 1930, mantuvo una pequeña rivalidad barrial con el Club Bella Vista, equipo que abandonó el fútbol profesional en el año 1941, por lo que ese enfrentamiento no perduró.

### Clásico San Miguel-Colegiales
- Presione aquí para un mayor desarrollo del Clásico San Miguel-Colegiales.

Con Colegiales disputa un clásico moderno pero que con el correr del tiempo y los enfrentamientos se transformó en uno de los clásicos de mayor rivalidad de la Zona Norte del Gran Buenos Aires. El primer duelo con el club de Munro se disputó hace 45 años, el 24 de abril de 1980, con triunfo de San Miguel por 1 a 0.
Entre los partidos más recordados por ambas hinchadas se encuentra el que se disputó el 24 de octubre de 2004: "Ese año pasa el famoso clásico con Colegiales que se arma una batalla campal y que nos sacaron muchísimos puntos”, recordó Alejandro Friedrich, jugador de amplia trayectoria en el ascenso. Aquella tarde de 2004, los incidentes entre las parcialidades de ambos conjuntos se originaron minutos antes de las 16, en la estación de trenes de Munro, del Ferrocarril General Belgrano. El hecho que desencadenó una suerte de batalla campal entre hinchas de ambos equipos se produjo cuando un adherente a San Miguel robó una bandera a otro de Colegiales, en las inmediaciones del estadio. La hinchada local reaccionó, quiso entrar por la fuerza a la cancha para ir en búsqueda de la parcialidad del "Trueno verde" y allí se encontró con la oposición de la Policía provincial. Finalmente hubo un herido grave, siete policías con heridas leves, tres móviles de la Policía destruidos, siete demorados y gran cantidad de autos particulares con daños fueron el saldo de una tarde negra en Munro.

### Rivalidades
Sus aficionados rivalizan con:
- Deportivo Morón[28][29]
- Deportivo Laferrere[30][31]
- Sportivo Italiano[32][33]

### Afinidades
Sostiene una importante afinidad con Temperley, sus aficionados comparten banderas o camisetas de su equipo, en la cancha del otro.

## Simbología

### Escudo

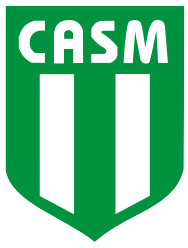
Escudo de San Miguel

El escudo de la institución es color verde con dos bastones blancos y con las iniciales de CASM que significa Club Atlético San Miguel.

### Apodo

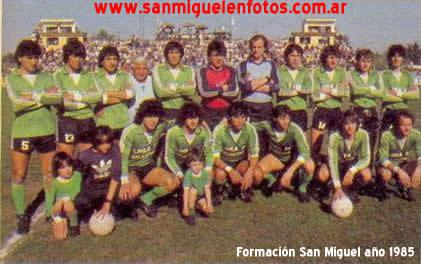
Plantel de San Miguel posando antes de iniciar el encuentro frente a Rosario Central en Los Polvorines.

El apodo de Trueno Verde surgió luego de que San Miguel venciera 2 a 1 a Rosario Central en septiembre de 1985 por iniciativa de los periodistas Juan Carlutti (muy reconocido en la zona) y Gastón Rissiardi a través del periódico El Ascenso.
Los fundamentos se basan en la explosión (trueno) que produjo la conquista del segundo gol de San Miguel por parte de la tribuna partidaria que celebró efusivamente la definición de Lorenzo Román luego de un veloz contragolpe, tal como lo publicara la ya citada revista en su edición de septiembre de 1985 con la fotografía incluida.

### Hinchada
A la hinchada del Trueno Verde se la conoce popularmente con el nombre «La Eterna Banda De La Plazoleta», es conocida por ser de las más convocantes y seguidoras de la categoría. 
La gran mayoría de sus hinchas y simpatizantes se encuentran en las adyacencias de su estadio ubicado en Los Polvorines y en distintas ciudades cercanas del ex Partido de General Sarmiento (actualmente San Miguel, José C. Paz y Malvinas Argentinas).

## Jugadores

### Plantel 2025
- Actualizado el 24 de junio de 2025

- Los equipos argentinos están limitados a tener un cupo máximo de seis jugadores extranjeros, aunque solo cinco podrán firmar la planilla del partido

#### Altas
| Invierno               |                |                             |                      |
| Damián Adín            | Defensa        | Dock Sud                    | Traspaso             |
| Sebastián Corda        | Defensa        | HŠK Zrinjski Mostar         | Libre                |
| Tiago Cravero          | Centrocampista | Belgrano de Córdoba         | Préstamo             |
| Lucas Rodríguez Trezza | Centrocampista | Nacional                    | Libre                |
| Verano                 |                |                             |                      |
| Juan Manuel Lungarzo   | Guardameta     | Alvarado de Mar del Plata   | Libre                |
| Mateo Reynoso          | Guardameta     | J.J. Urquiza                | Regresa del préstamo |
| Daniel Sappa           | Guardameta     | Deportes Iquique            | Libre                |
| Santiago Albornós      | Defensa        | Instituto de Córdoba        | Libre                |
| Nicolás Ihitz          | Defensa        | Villa Mitre de Bahía Blanca | Libre                |
| Ezequiel Parnisari     | Defensa        | Unión La Calera             | Libre                |
| Gino Peruzzi           | Defensa        | Atlético Tucumán            | Libre                |
| Brahian Alemán         | Centrocampista | Universidad de Concepción   | Libre                |
| Ángel Almada           | Centrocampista | Tristán Suárez              | Libre                |
| Cristian Erbes         | Centrocampista | Emelec                      | Libre                |
| Jorge Juárez           | Centrocampista | Gimnasia y Esgrima de Jujuy | Libre                |
| Claudio Mosca          | Centrocampista | Ferro                       | Libre                |
| Gustavo Turraca        | Centrocampista | Patronato de Paraná         | Libre                |
| Emanuel Dening         | Delantero      | Patronato de Paraná         | Libre                |
| Agustín Lavezzi        | Delantero      | Tristán Suárez              | Libre                |
| Bruno Nasta            | Delantero      | Racing de Córdoba           | Traspaso             |
| Lautaro Parisi         | Delantero      | Quilmes                     | Libre                |
| Claudio Salto          | Delantero      | Defensores de Belgrano      | Libre                |

#### Bajas
| Invierno          |                |                              |                       |
| Gustavo Turraca   | Centrocampista | All Boys                     | Rescisión de contrato |
| Lautaro Parisi    | Delantero      | Ferro                        | Rescisión de contrato |
| Verano            |                |                              |                       |
| Alan González     | Guardameta     | Central Norte de Salta       | Fin de contrato       |
| Facundo Perrone   | Guardameta     | Juventud Antoniana de Salta  | Fin de contrato       |
| Joaquín Pucheta   | Guardameta     | Agente libre                 | Fin de contrato       |
| Ian Escobar       | Defensa        | Patronato de Paraná          | Fin de contrato       |
| Francisco Manenti | Defensa        | Mitre de Santiago del Estero | Fin de contrato       |
| Agustín Pereyra   | Defensa        | Brown de Puerto Madryn       | Fin de contrato       |
| Santiago Postel   | Defensa        | Platense                     | Fin del préstamo      |
| Federico Real     | Defensa        | Deportivo Laferrere          | Fin de contrato       |
| Carlos Battigelli | Centrocampista | Central Norte de Salta       | Fin de contrato       |
| Tiago Cravero     | Centrocampista | Belgrano de Córdoba          | Fin del préstamo      |
| David Müller      | Centrocampista | Colegiales                   | Fin de contrato       |
| Pablo Ortega      | Centrocampista | Juventud Antoniana de Salta  | Fin de contrato       |
| Martín Batallini  | Delantero      | Talleres (RdE)               | Fin de contrato       |
| Nahuel Luján      | Delantero      | Sport Huancayo               | Fin de contrato       |
| Iván Ortigoza     | Delantero      | Colegiales                   | Fin de contrato       |
| Catriel Sánchez   | Delantero      | Retiro                       | Fin de contrato       |
| Lautaro Villegas  | Delantero      | Racing de Córdoba            | Rescisión de contrato |

#### Cesiones
| Jugador        | Posición       | Destino             | Fin del préstamo |
| -------------- | -------------- | ------------------- | ---------------- |
| Ángel Almada   | Centrocampista | Tristán Suárez      | 31-12-2025       |
| Matías Benítez | Centrocampista | Deportivo Laferrere | 31-12-2025       |

### Jugadores destacados
- Walter Javier "Tati" Berardi: Llegó a San Miguel en 1994 proveniente de Juventud Unida de San Miguel y se proyectó como un aguerrido defensor, convirtiéndose en un mito en Polvorines. Fue parte del ascenso al Nacional en 1997 venciendo en la final a Club Sportivo Dock Sud y, a su vez, fue el único jugador de aquel plantel de Cachín Blanco que jugó los 40 partidos entre el campeonato y el reducido. Salvo un paréntesis en Cañuelas Fútbol Club en 2003-04, el Tati siguió siendo fiel al Trueno y tuvo una despedida digna: el 25-6-2005, San Miguel le ganó la final de la promoción a Liniers por 4-1 y Berardi fue despedido en andas por sus hinchas y compañeros. Ese día dijo adiós al fútbol a los 34 años. Fue el autor del gol 1000 y fue distinguido con una plaqueta que le entregara Juan Carlutti, Presidente del Círculo de Periodistas Deportivos de Malvinas Argentinas y periodista muy reconocido en la zona oeste del Gran Buenos Aires.
- Alfredo José Kempf: "el alemán" jugó en las juveniles de Club Atlético Platense en el año 1971. Luego jugó en Juventud Unida en los años 77 y 78. En el año 1979 firma contrato con San Miguel, año en el que sale campeón y asciende a Primera C. Continúa en el club hasta 1983.
- Raúl Oscar el negrito Ramírez

Llegó al verde en 1979 obteniendo el título que depósito a San Miguel en la primera C y luego fue campeón en 1984 e íntegro la época dorada de 1985,el negro Ramírez jugó 271 partidos en la primera del trueno, siendo el tercer jugador con más partidos disputados con la camiseta de San Miguel, siendo de esta manera uno de los jugadores que obtuvo dos campeonatos con San Miguel.
- Alejandro "Hueso" Glaría: jugó en Cobreloa de Chile, en Banfield, en Talleres de Córdoba en Primera A. Se destacó en el fútbol mexicano. Nacido en 1970, es hijo de Rubén Glaría, destacado defensor de San Lorenzo, Racing y participó en la Selección Argentina en el mundial de 1974 y que fue el responsable técnico del equipo de San Miguel subcampeón de Primera B en 1985.
- Darío Erramuspe: un caso singular ya que jugó solamente un año (1983) en San Miguel a préstamo de Atlanta y se convirtió en ídolo desde su consagratorio debut ante Defensores Unidos de Zárate donde convirtió dos goles. Ante Barracas Central convirtió un gol de chilena que hizo posible que el estadio aplaudiera de pie durante 15 minutos.
- Christian Eduardo Giménez: goleador que apareció en Primera División siendo muy joven. Luego de no poder convertir goles, el primero lo conquista ante Sarmiento de Junín en condición de visitante y de allí en más no paró de festejar. Pasa a Boca Juniors y luego de pasar por Nueva Chicago es transferido al fútbol suizo y al  fútbol francés. Retorna a la Argentina donde abandona el fútbol después de jugar en Chacarita Juniors.
- Jorge Almirón: conocido como "Paraguayo", fue un delantero que mostró destellos de gran calidad. Transferido a México, se destacó netamente. Jugó también en Chile. Como DT en 2016 salió campeón del torneo de Primera División dirigiendo a Lanús, dirigió también a San Lorenzo, fútbol colombiano y al Elche entre otros
- Luciano Pons: Goleador que fue parte del ascenso a Primera C en 2014. Convirtió 34 goles en 50 partidos jugados. Es un jugador histórico del fútbol argentino ya que hizo goles en cada una de las categorías. En Primera jugó en San Martín de Tucumán y Banfield, actualmente juega en  Universidad de Chile

## Fútbol Femenino
Actualmente, desde 2021, milita en la Primera División B del fútbol argentino.

### Historia
Desde 2019 compitió en la nueva Primera División C del fútbol argentino junto a otros 15 equipos.
El primer torneo disputado fue en la temporada 2019-20 la cual fue suspendida por la Pandemia de COVID-19. Y luego reanudada en 2020 con un torneo reducido por el ascenso a la Primera División B. En el mismo, San Miguel logró clasificarse tras quedar en el 4.º puesto de la tabla general. En cuartos de final se enfrentó a Ituzaingó con un resultado global de 14-1 a favor de San Miguel. En semifinales enfrentó a Tigre, el partido de ida en Los Polvorines fue 0-0 y la vuelta en Tigre culminó 1-1 con una definición por penales en la que San Miguel se impuso por 5-4 logrando el ascenso. En la final se enfrentó a Vélez Sarfield quienes se consagraron campeonas tras imponerse 5-0 a San Miguel.
En la temporada 2021 San Miguel culminó la "Fase Clasificación" en 8.º puesto, siendo relegadas a jugar la "Fase Permanencia" finalmente suspendida manteniendo así la categoría automáticamente.
En la temporada 2022 el equipo terminó en 6.º lugar en la "Fase Clasificación" y logró jugar la "Fase Ascenso", la cual al obtener el 9.º puesto se ganó el derecho a clasificar al torneo reducido por el segundo ascenso a Primera División A. En cuartos de final se enfrentó a Banfield quien se llevó la victoria por 3-2 en condición de local y luego terminarían ascendiendo.
En la temporada 2023 San Miguel terminó la "Fase Clasificación" en 10.º lugar, teniendo que jugar la "Fase Permanencia" la cual lograron el 6.º puesto y continuar en la categoría.
En la temporada 2024 terminó en el 6.º puesto de la fase regular accediendo a jugar el reducido por el 2º ascenso a Primera División. En la Primera Ronda se enfrentó a Estudiantes (LP) donde fueron derrotadas en la ida por 0-2 y la vuelta fue 2-0 con un global de 4-0 a favor de las pinchas, finalizando el torneo para San Miguel.  
Actualmente se encuentran disputando la temporada 2025. 

### Jugadoras

#### Plantel 2025
- Actualizado el 7 de agosto de 2025

#### Goleadoras
- Actualizado el 16 de julio de 2025

| N.º | Nombre y Apellido | Goles |
| --- | ----------------- | ----- |
| 1   | Abril Castro      | 52    |
| 2   | Estela Gómez      | 18    |
| 2   | Florencia Tappia  | 18    |
| 4   | Yamila Galarza    | 16    |
| 5   | Brenda Acosta     | 10    |

En negrita quienes forman parte del plantel actual.

## Datos futbolísticos del club

### Trayectoria
Total de temporadas en AFA: 60
- Temporadas en Primera División: 0
- Temporadas en Segunda División: 9
  - Segunda División: 2 (1933-1934)
  - Primera B: 2 (1985-1986)
  - Primera B Nacional: 5 (1997/98-2000/01, 2024)
  - Ubicación en la tabla histórica de Primera B Nacional: 68.º
  - Mejor ubicación en Segunda División: 2.º (1985)
  - Peor ubicación en Segunda División:
  - Máxima goleada a favor en la Segunda División: San Miguel 7-2 Sportivo Italiano (1998)
  - Máxima goleada en contra en la Segunda División: San Miguel 0-4 Defensa y Justicia (2000)
- Temporadas en Tercera División: 33
  - Segunda División: 1 (1926)
  - División Intermedia: 5 (1928-1932)[34][35][36]
  - Primera C: 7 (1935-1936, 1980-1984)
  - Primera B: 20 (1986/87-1996/97, 2001/02-2002/03 y 2017/18-2023)
  - Ubicación en la tabla histórica de la Primera B: 25.º
  - Mejor ubicación en Tercera División: 1.º (1984)
  - Peor ubicación en Tercera División:
  - Máxima goleada a favor en la Tercera División: San Miguel 7-0 a Barracas Central (1980)
  - Máxima goleada en contra en la Tercera División: San Miguel 1-7 Sarmiento de Junín (1993)
- Temporadas en Cuarta División: 16
  - Temporadas en Cuarta División: 1 (1927)
  - Temporadas en Primera C: 13 (2003/04-2012/13, 2015-2016/17)
  - Temporadas en Primera D: 2 (1978-1979)
  - Ubicación en la tabla histórica de la Primera C: 24.º
  - Mejor ubicación en Cuarta División: 1.º (1979)
  - Peor ubicación en Cuarta División:
  - Máxima goleada a favor en la Cuarta División: San Miguel 8-1 Atlas (1978)
  - Máxima goleada en contra en la Cuarta División: San Miguel 2-5 Argentino (Merlo) (2005)
- Temporadas en Quinta División: 2
  - Primera D: 2 (2013/14-2014)
  - Mejor ubicación en Quinta División: 1.º (Reducido) (2014)
  - Peor ubicación en Quinta División: 6.º (2013/14)
  - Máxima goleada a favor en la Quinta División: San Miguel 4-0 Centro Español (2014) 
 San Miguel 4-0 Muñiz (2014)
  - Máxima goleada en contra en la Quinta División: San Miguel 1-4 Central Ballester (2013)

### Movilidad interdivisional
1926: de Tercera División a Cuarta División (por reestructuración)

 1927: de Cuarta División a Tercera División
  1932: de Tercera División a Segunda División
  1935: de Segunda División a Tercera División (por reestructuración)
Desde su reafiliación en 1978
 1979: de Primera D a Primera C
  1984: de Primera C a Primera B
  1986: de Primera B a Primera B Metropolitana (por reestructuración)
  1997: de Primera B Metropolitana a Primera B Nacional
  2001: de Primera B Nacional a Primera B Metropolitana
  2003: de Primera B Metropolitana a Primera C
  2013: de Primera C a Primera D
  2014: de Primera D a Primera C
  2017: de Primera C a Primera B Metropolitana
  2023: de Primera B Metropolitana a Primera Nacional

## Palmarés
| Torneos Nacionales | Torneos Nacionales | Torneos Nacionales |
| Competición        | Títulos            | Subcampeonatos     |
| Segunda División   | Segunda División   | Segunda División   |
| ------------------ | ------------------ | ------------------ |
| Primera B (0/1)    |                    | 1985               |
| Tercera División   |                    |                    |
| Primera C (1/0)    | 1984               |                    |
| Primera B (0/1)    |                    | 2023               |
| Cuarta División    |                    |                    |
| Primera D (1/0)    | 1979               |                    |

### Copas Nacionales
- Copa de Competencia (Segunda División) (tercera categoría): 1926.[6][7][8]

### Otros logros
- Ganador del Torneo Apertura de la Primera B Metropolitana (1): 2023
- Ganador del Torneo Reducido de Primera B Metropolitana (1): 1996-97
- Ganador del Torneo Reducido de Primera C (1): 2016-17
- Ganador del Torneo Reducido de Primera D (1): 2014